# James Whelan
Pour les articles homonymes, voir Whelan.
James Whelan, né le 11 juillet 1996 à Melbourne, est un coureur cycliste australien.

## Biographie
Ancien athlète spécialiste de demi-fond, James Whelan commence le cyclisme sur le tard à 19 ans, en mai 2016, après une blessure l'empêchant de continuer l'athlétisme. Il se révèle sur le circuit national australien au cours de la saison 2017, en réalisant de bonnes performances sur le Tour de Tasmanie, où il est engagé en individuel (sans équipe). Après s'être classé quatrième de la troisième étape, il s'empare du maillot de leader, une performance qui lui vaut les louanges de l'ancien coureur Bradley McGee, présent sur l'épreuve en tant que directeur sportif d'une équipe locale. Il monte finalement sur la troisième marche du podium final, avec en prime le classement du meilleur grimpeur. Quelques jours plus tard, il prend la troisième place de la Launceston Cycling Classic, autre course nationale australienne.
Au début de l'année 2018, il participe aux championnats d'Australie espoirs, où il se classe sixième de l'épreuve contre-la-montre, et deuxième de la course en ligne. À la fin du mois, il se présente au départ du Herald Sun Tour, sous les couleurs d'une sélection nationale australienne. Membre d'une échappée sur la deuxième étape. il termine ensuite neuvième de l'étape reine au Lake Mountain puis quinzième du classement général. Peu de temps après, il signe avec l'équipe continentale australienne Drapac-EF Cannondale Holistic Development, composée uniquement de coureurs suivant un cursus universitaire. En mars, il se classe deuxième du championnat d'Océanie sur route, et remporte par cette occasion le titre chez les moins de 23 ans, qui est la première victoire de sa carrière. Avec l'équipe d'Australie espoirs, il s'illustre en s'imposant en solitaire sur le Tour des Flandres espoirs, manche de la Coupe des Nations, et ce pour sa première compétition disputée en Europe. Quelques jours après, le 1er juin, il signe un contrat de trois ans, soit jusqu'en 2021, avec l'équipe World Tour EF Education First-Drapac.

## Palmarès
- 2017
  - 3e du Tour de Tasmanie
- 2018
  -  Champion d'Océanie sur route espoirs
  - Tour des Flandres espoirs
  - 2e du championnat d'Australie sur route espoirs
  -  Médaillé d'argent du championnat d'Océanie sur route
  - 2e de l'UCI Oceania Tour
- 2022
  - Santos Festival of Cycling :
    - Classement général
    - 1re étape

  - 2e du championnat d’Australie sur route
- 2023
  - 9e étape du Tour du Portugal
  - 3e du Trofeu Joan Escolà

## Résultats sur les grands tours

### Tour d'Italie
1 participation
- 2020 : 105e

## Classements mondiaux
| Année                                 | 2018 | 2019  | 2020  | 2021  | 2022 | 2023 | 2024  |
| ------------------------------------- | ---- | ----- | ----- | ----- | ---- | ---- | ----- |
| Classement mondial                    | 260e | 2233e | 1168e | 1151e | 737e | 962e | 2316e |
| UCI Europe Tour                       | 599e |       |       |       |      |      |       |
| UCI Oceania Tour                      | 2e   | 106e  | 60e   | 46e   | 45e  | 58e  | nc    |
|                                       |      |       |       |       |      |      |       |
| Légende : nc = non classéSource : UCI |      |       |       |       |      |      |       |